# Luckow
Luckow – miejscowość i gmina w Niemczech w kraju związkowym Meklemburgia-Pomorze Przednie, w powiecie Vorpommern-Greifswald, wchodzi w skład Związku Gmin Am Stettiner Haff. Gmina na wschodzie graniczy z Polską.

## Podział administracyjny
W skład gminy wchodzą następujące części (Ortsteil):
- Christiansberg
- Fraudenhorst
- Rieth (pol. Ryle[2])

Do gminy administracyjnie przynależy wyspa Riether Werder (pol. Ostrów).

## Historia
Najstarsza znana wzmianka o miejscowości pochodzi z 1260. Wcześniej, w 1252, wzmiankowano miejscowość Rieth, która jako Ryle krótko po II wojnie światowej należała do Polski.

## Zabytki
- kościół w Luckowie
- kościół w Rieth
- stare domy w Luckowie i Rieth

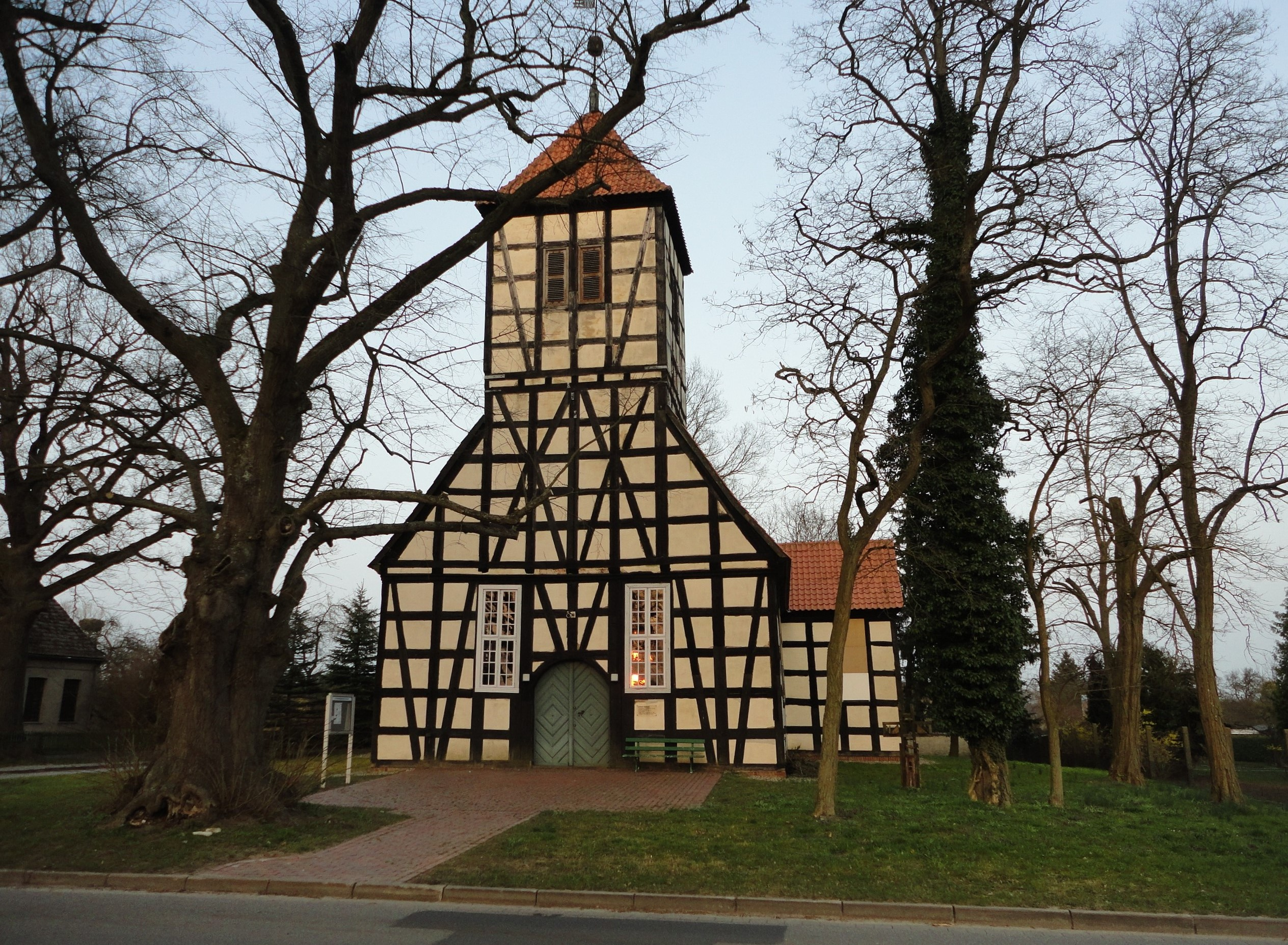
Kościół w Luckowie
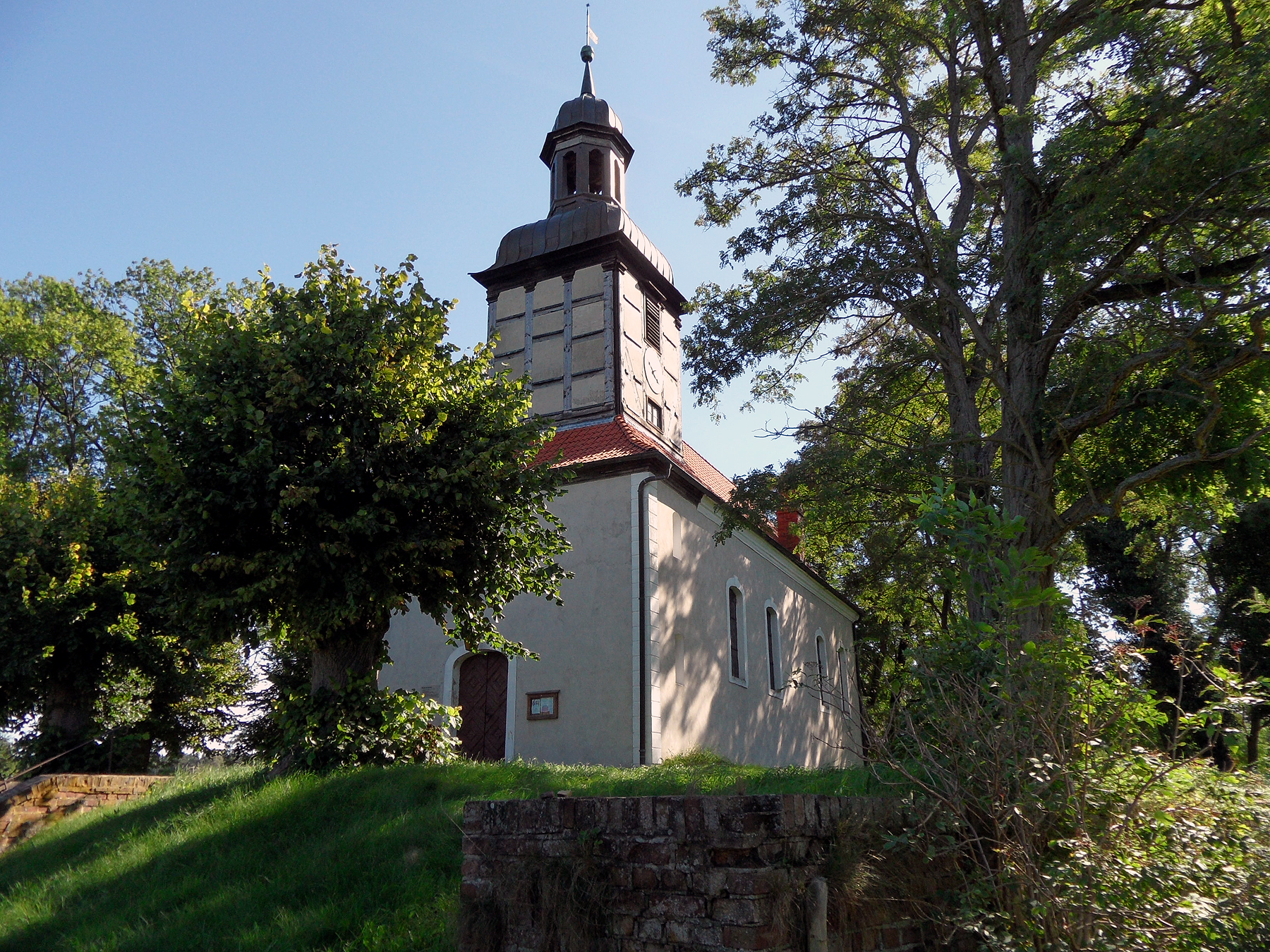
Kościół w Rieth
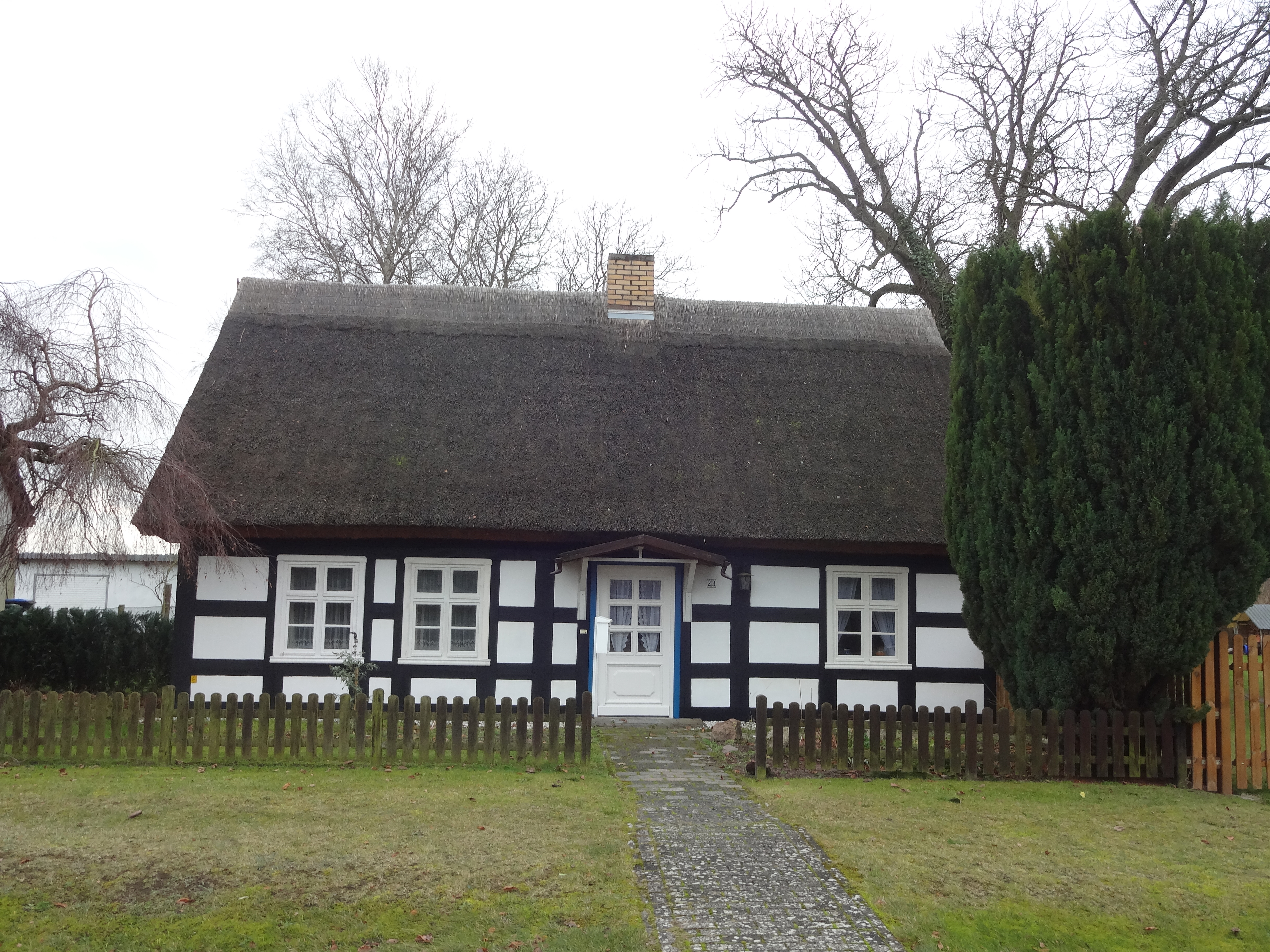
Zabytkowy dom w Luckowie
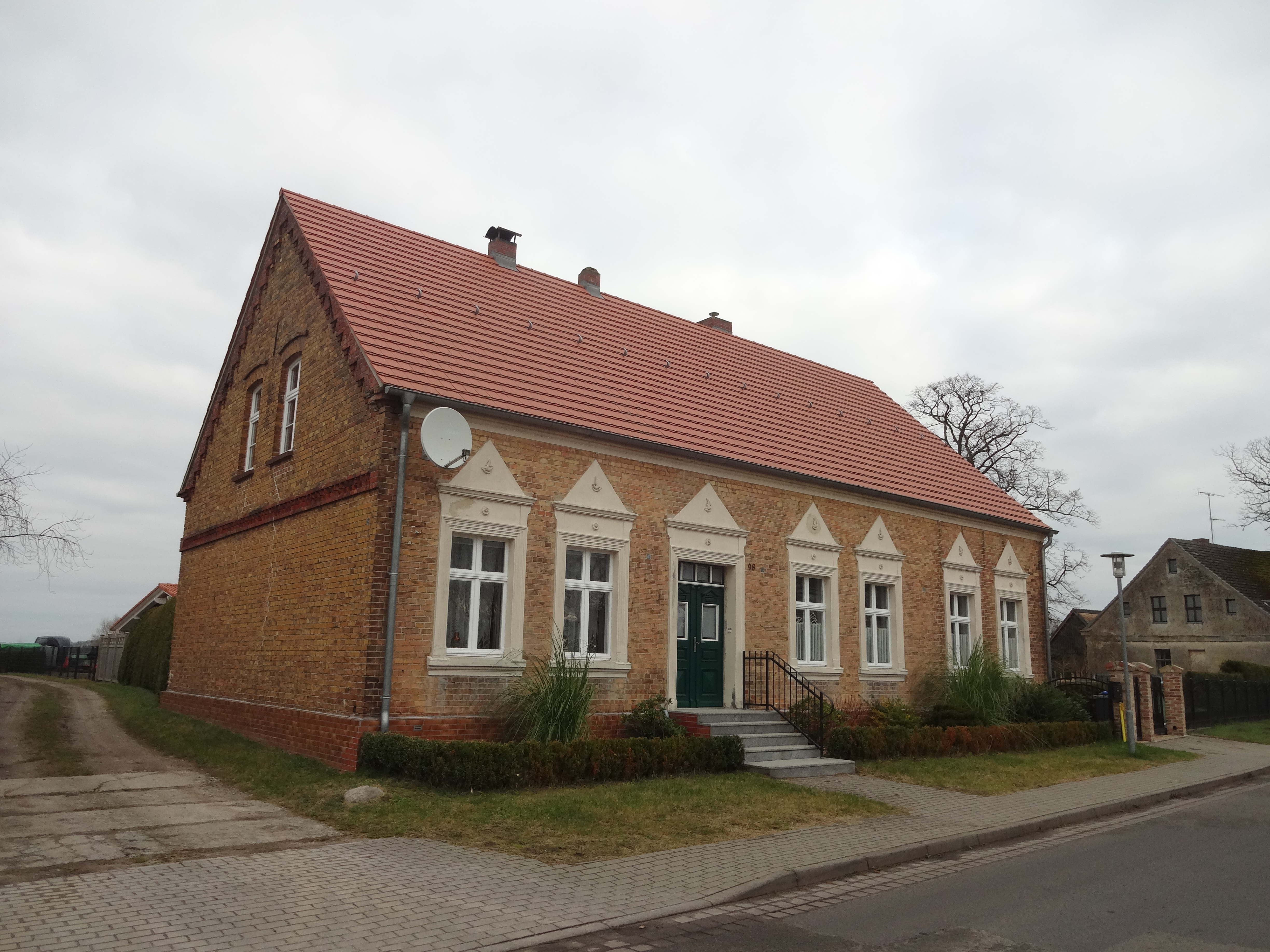
Zabytkowy dom w Luckowie